# Pseudoproscopia panamensis
Pseudoproscopia panamensis is een rechtvleugelig insect uit de familie Proscopiidae. De wetenschappelijke naam van deze soort is voor het eerst geldig gepubliceerd in 1999 door Bentos-Pereira & Rowell.